# Šakotis

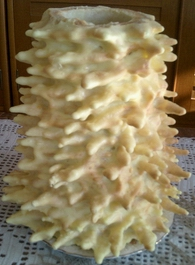
šakotis Lituano.

Šakotis es una tarta muy tradicional de Lituania, se trata de una versión del pastel alemán Baumkuchen aunque difiere en texturas y algunos ingredientes. Este pastel era conocido en Lituania desde la era de la Liga polaco-lituania.
Este tipo de pastel en capas, es conocido en muchos países de Europa. Cuando se corta, el pastel revela en su interior los anillos  característicos que le dan su nombre, Shakotis o traducido literalmente, "Pastel de árbol". Para obtener el efecto de anillo que poseen los árboles en su tronco, la elaboración de este pastel se realiza volcando su preparación inicial en una varilla, la cual va girando continuamente y uniformemente en un asador, donde se deja cocer hasta que se vaya dorando. No tiene un único tamaño, sino que depende del consumidor o el fabricante.
El Šakotis se prepara con harina, azúcar, mantequilla, crema agria natural, azúcar de vainilla y huevos. En el proceso de cocción de Šakotis tradicional, no se le añade ningún tipo de sabor ni intensificadores, aditivos o especias. 
La popularidad del producto es causada por su largo plazo de vencimiento. El Šakotis puede durar hasta dos meses sin perder sus cualidades. Sin embargo, absorbe fácilmente diferentes olores y no es resistente a la humedad, por lo que se debe almacenar en un lugar seco y ventilado.

## Costumbres

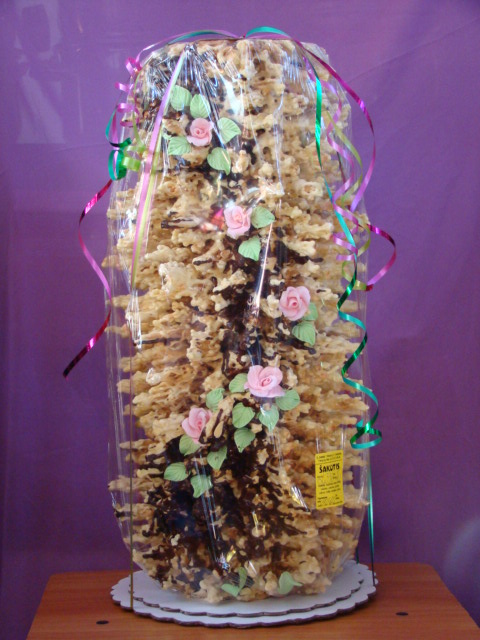

Este dulce tradicional puede ser decorado con adornos de chocolate, flores o frutas, pero normalmente se sirve en su estado original, sin ornamentos, pudiendo saborearse su sabor original. Šakotis es uno de los postres más importantes en las celebraciones lituanas, especialmente en bodas, fiestas de cumpleaños y otras importantes celebraciones, como Navidad, Fin de Año,etc.

## Curiosidades
Este postre fue elegido durante la iniciativa de 2006 denominada Café Europa para representar la pastelería de Lituania durante el día de Europa.
Su receta se basa en una gran cantidad de huevos, unos 30 a 50  por cada kilo de harina. Así un “šakotis” de tamaño mediano puede requerir unos 100 huevos para su preparación. Es un postre tradicional en las bodas en Lituania, tal vez debido al hecho de que su principal ingrediente el huevo es considerado un símbolo de la fertilidad. Se dice que cuanto más alta es la torre del pastel, más grande es el amor.